# Tučapy u Vyškova
Tučapy (deutsch Tutschap, früher Tuczap) ist eine Gemeinde in Tschechien. Sie liegt acht Kilometer südwestlich von Vyškov und gehört zum Okres Vyškov.

## Geographie

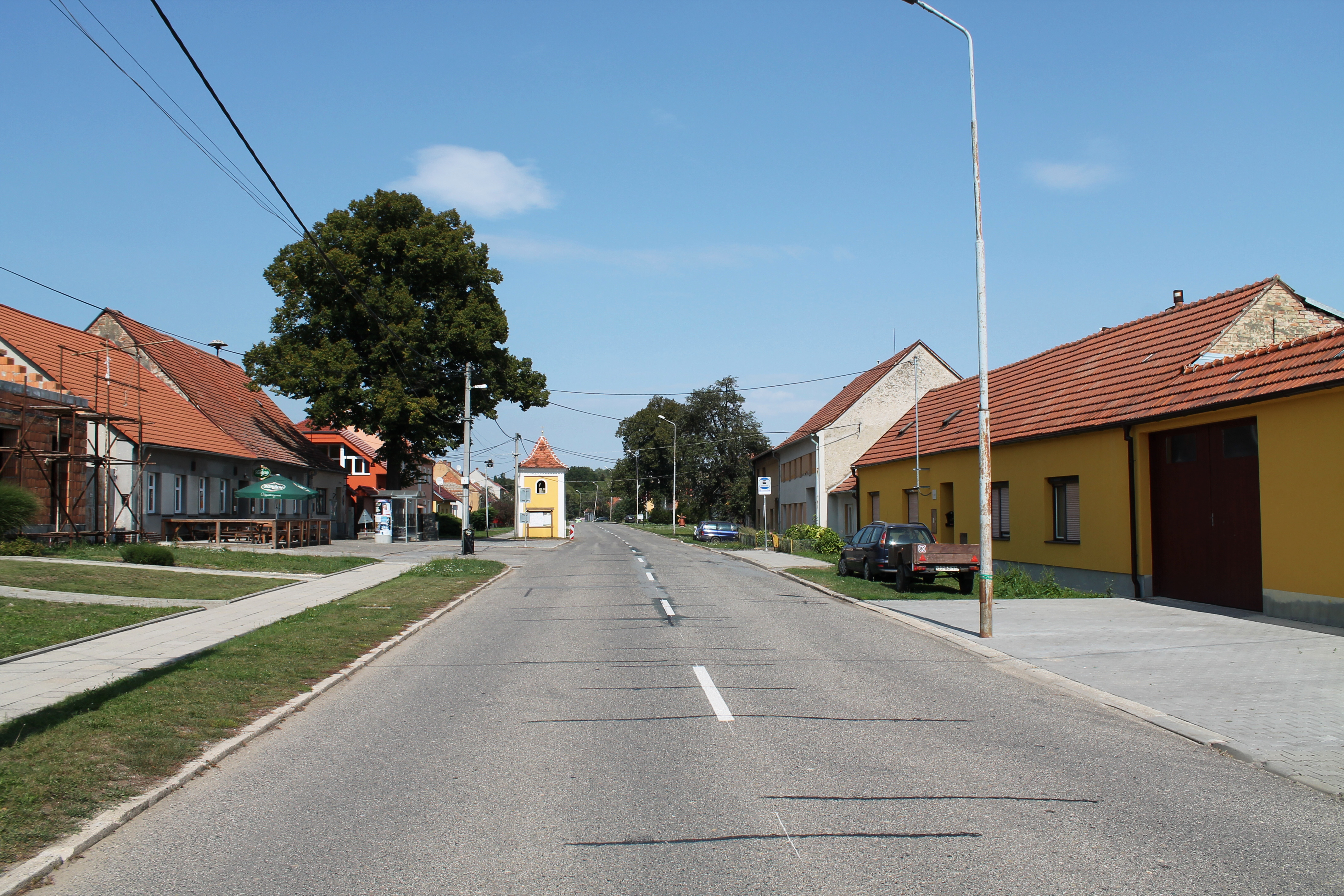
Tučapy, in der Ortsmitte

Tučapy befindet sich zwischen dem Drahaner Bergland und den Litenčické vrchy in der Vyškovská brázda (Wischauer Tor). Das Dorf erstreckt sich am rechten Ufer des Flüsschens Rakovec an der Einmündung des Baches Habrůvka. Östlich des Ortes führt die Autobahn D 1 vorbei; die nächste Abfahrt 226 Vyškov-západ liegt fünf Kilometer nordöstlich. Im Westen verläuft die Bahnstrecke Brno-Přerov, nächste Bahnstation ist Komořany u Vyškova.
Nachbarorte sind Nemojany und Luleč im Norden, Nosálovice, Nouzka und Rostěnice im Nordosten, Zvonovice und Hlubočany im Osten, Lysovice im Südosten, Podbřežice und Komořany im Süden, Královopolské Vážany und Vítovice im Südwesten, Habrovany im Westen sowie Olšany und Račice im Nordwesten.

## Geschichte
Die erste urkundliche Erwähnung des Dorfes erfolgte im Jahre 1358. Ursprünglich gehörte das Dorf zur Herrschaft Luleč. Nach dem Untergang der Burg Liltsch erwarb zunächst das Bistum Olmütz 1462 deren Besitzungen und schloss sie an das bischöfliche Gut Wischau an. Wenig später wurde Tučapy nach Habrovany untertänig. Im Urbar von 1465 sind für Tuczap 37 Anwesen, eine Mühle zwei Schenken, davon eine mit Brennerei, und zwei Fischteiche ausgewiesen. Besitzerin war zu dieser Zeit Elisabeth von Liltsch auf Habrowan. Nachfolgend wurde Tuczap noch mehrmals zwischen der bischöflichen Herrschaft Wischau und dem Allodialgut Habrowan hin- und hergereicht. 1667 entstand ein Rathaus. Letztlich verblieb das Dorf bis zur Mitte des 19. Jahrhunderts bei Habrowan. Die Schule in Tučapy erlosch vor 1848, seitdem erfolgte der Unterricht in Luleč.
Nach der Aufhebung der Patrimonialherrschaften bildete Tučapy/ Tuczap ab 1850 eine Gemeinde in der Bezirkshauptmannschaft Wischau. 1869 wurde neben dem Rathaus von Tučapy eine Schule eingerichtet. In den Jahren 1884 bis 1886 entstand ein neues Schulgebäude. 1885 bildete sich der Lesezirkel Svornost. Im Jahre 1900 gründete sich die Freiwillige Feuerwehr. 1909 entstand eine Abteilung des Sokol, die zunächst einen Zweig des Sokol in Nemojany bildete. 1924 lebten in dem Dorf 753 Menschen. Tučapy wurde 1976 zusammen mit Luleč nach Nemojany eingemeindet. Seit 1989 besteht die Gemeinde Tučapy wieder.

## Gemeindegliederung
Für die Gemeinde Tučapy sind keine Ortsteile ausgewiesen.

## Sehenswürdigkeiten

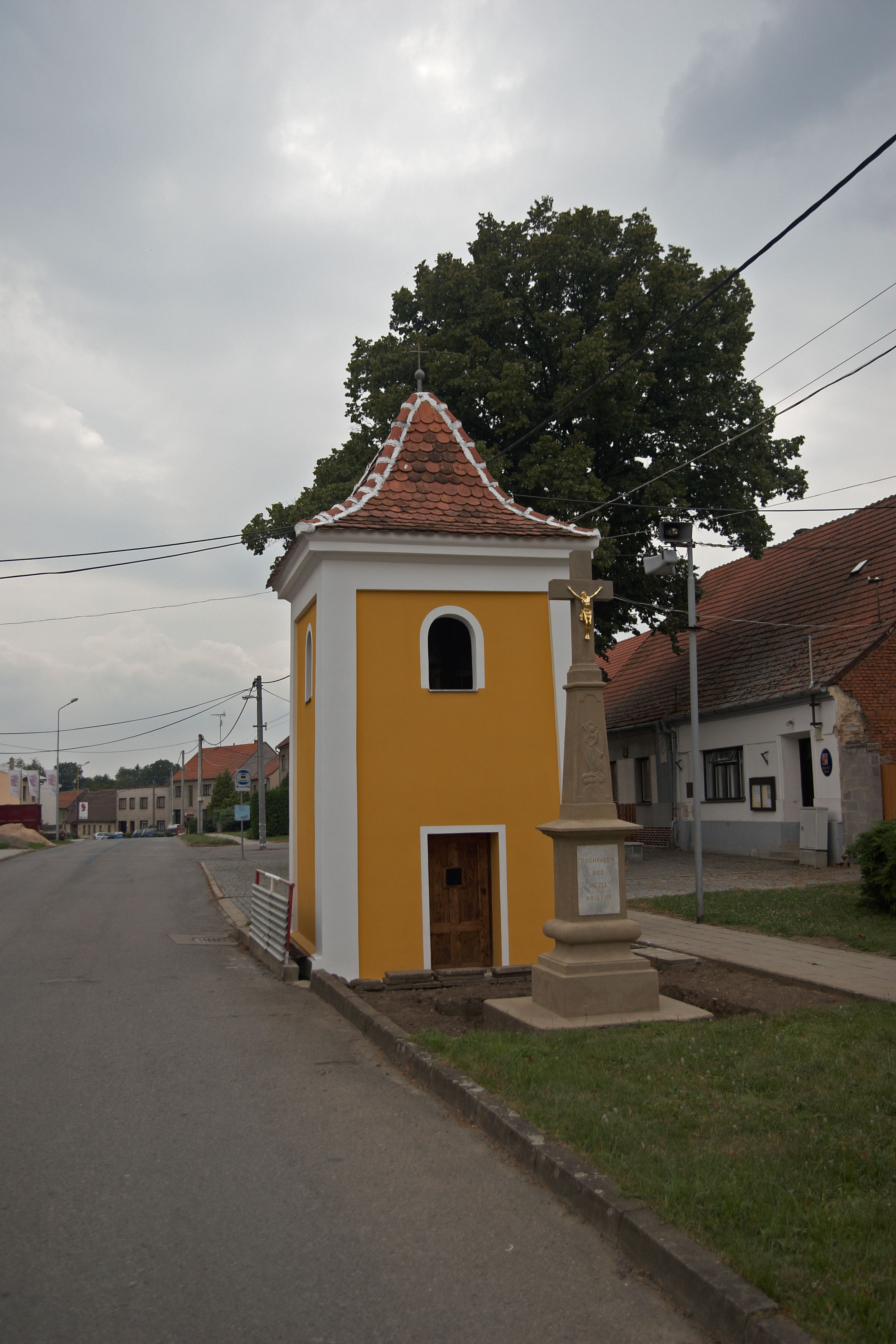
Glockenturm und Kreuz am Dorfanger

- Glockenturm und Kreuz am Dorfanger, errichtet 1770
- Stauweiher an der Habrůvka, westlich des Dorfes
- Wappen der Herrschaft Wischau und des Bistums Olmütz an der Schenke, der rechte Teil des Gebäudes ist das ehemalige Rathaus

## Söhne und Töchter der Gemeinde
- Jaroslav Kratochvíl (1885–1945), tschechischer Schriftsteller